# بوليبلاتانوس (إماثيا)
بوليبلاتانوس (Πολυπλάτανος) هي مدينة في إيماثيا في مقاطعة فوريا إلادا في اليونان.